# Старонова синагога
Старонова синагога (чеськ. Staronová synagoga, нім. Altneu-Synagoge) — синагога в Празі, Чехія. Розташована на Паризькій вулиці. Належить юдеям-ортодоксам. Найстаріша діюча в Європі серед тих, які збереглися дотепер. Збудована 1270 року з каменю, за правління богемського короля Отокара II Перемисловича, в готичному стилі, за зразком християнської двонавної архітектури. Спочатку називалися «Новою», або «Великою синагогою»; сучасна назва — з XVI ст., після побудови новіших синагог в місті. 1386 року отримала хоругву від Карла IV Люксембурзького, короля Богемії та імператора Священної Римської імперії. 1716 року оновлена за імператора Карла VI Габсбурзького. Стала першою синагогою міста після знесення Старої Празької синанагоги в 1867 році й побудови на її місці Іспанської синагоги. 1883 року сильно перебудована архітектором-пуристом Йозефом Моккером. За легендою для її побудови ангели принесли камені з Єрусалимського храму, за умови, що їх повернуть після приходу Месії. Памятка історії та культури.

## Галерея

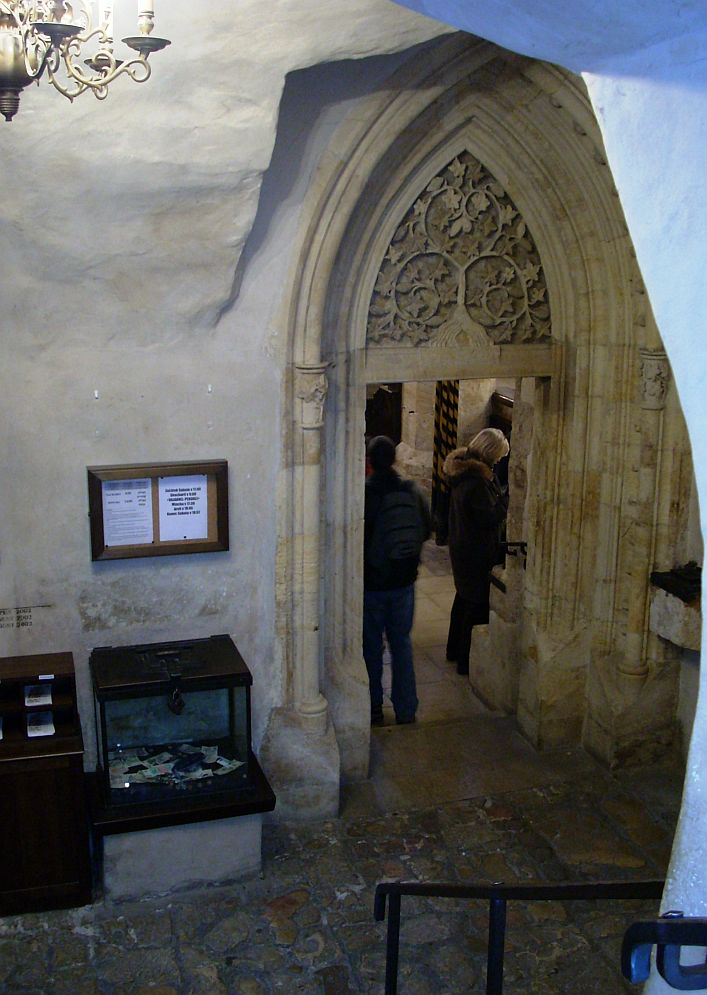
Готичний портал
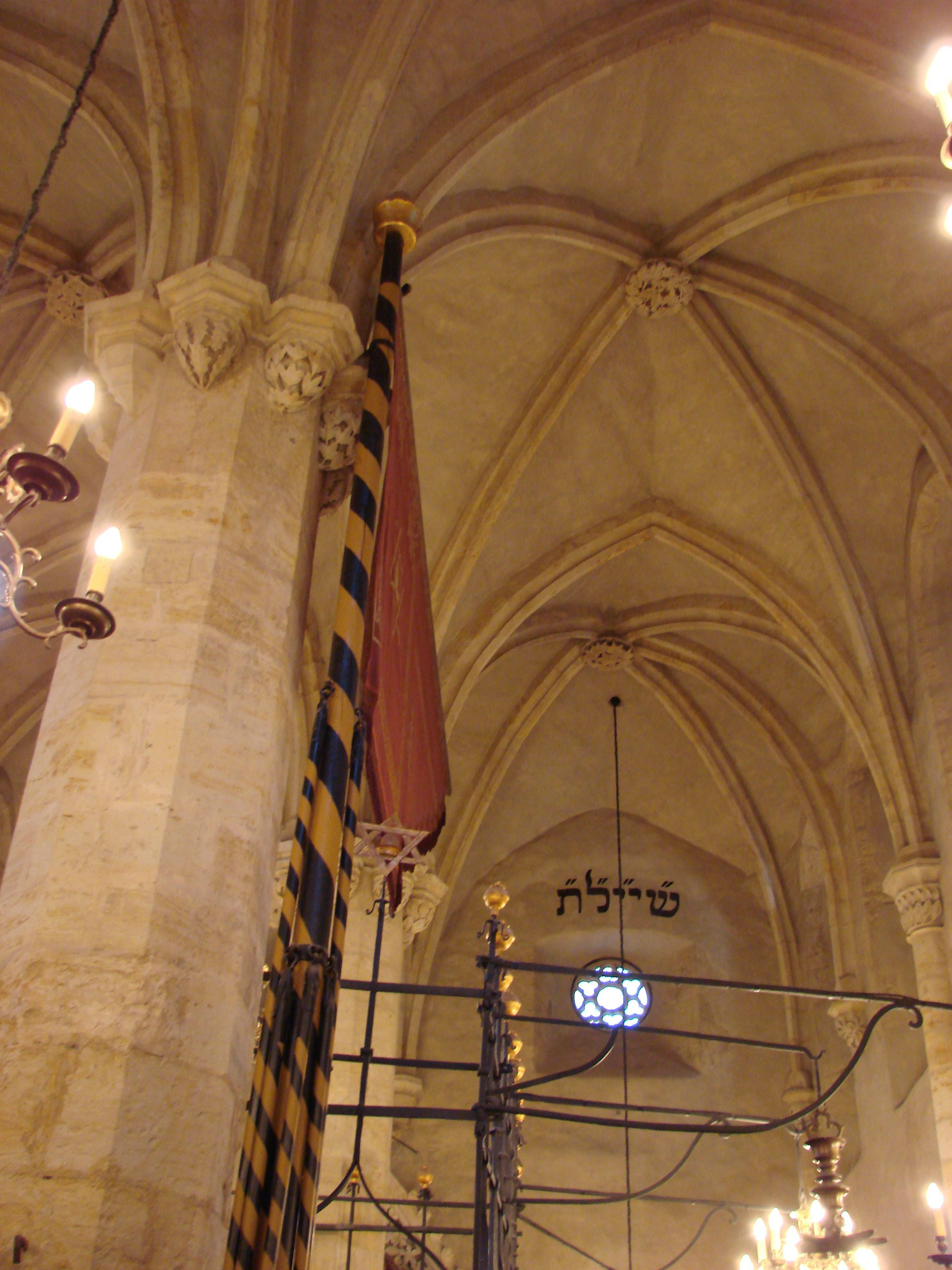
Інтер'єр
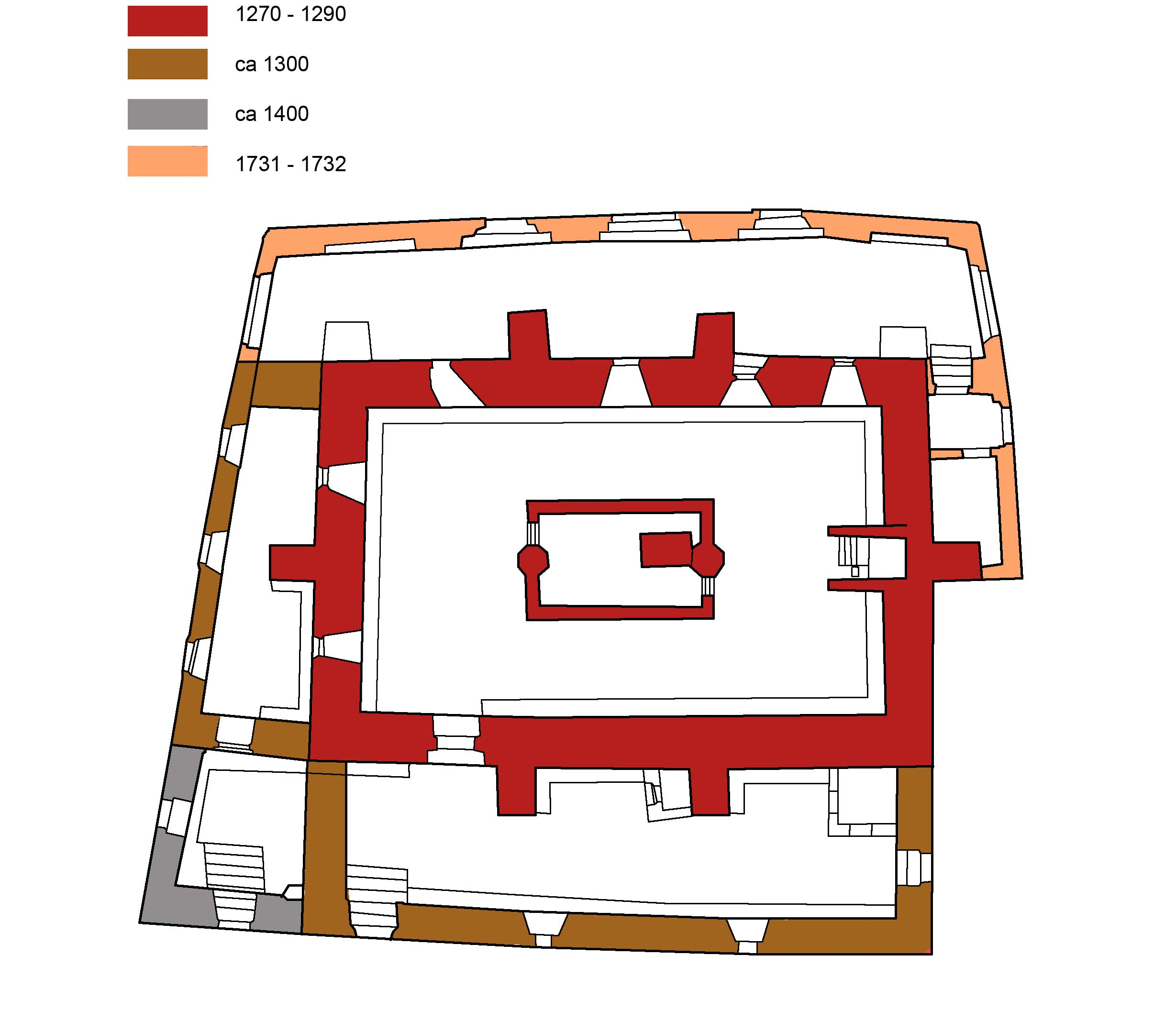
План
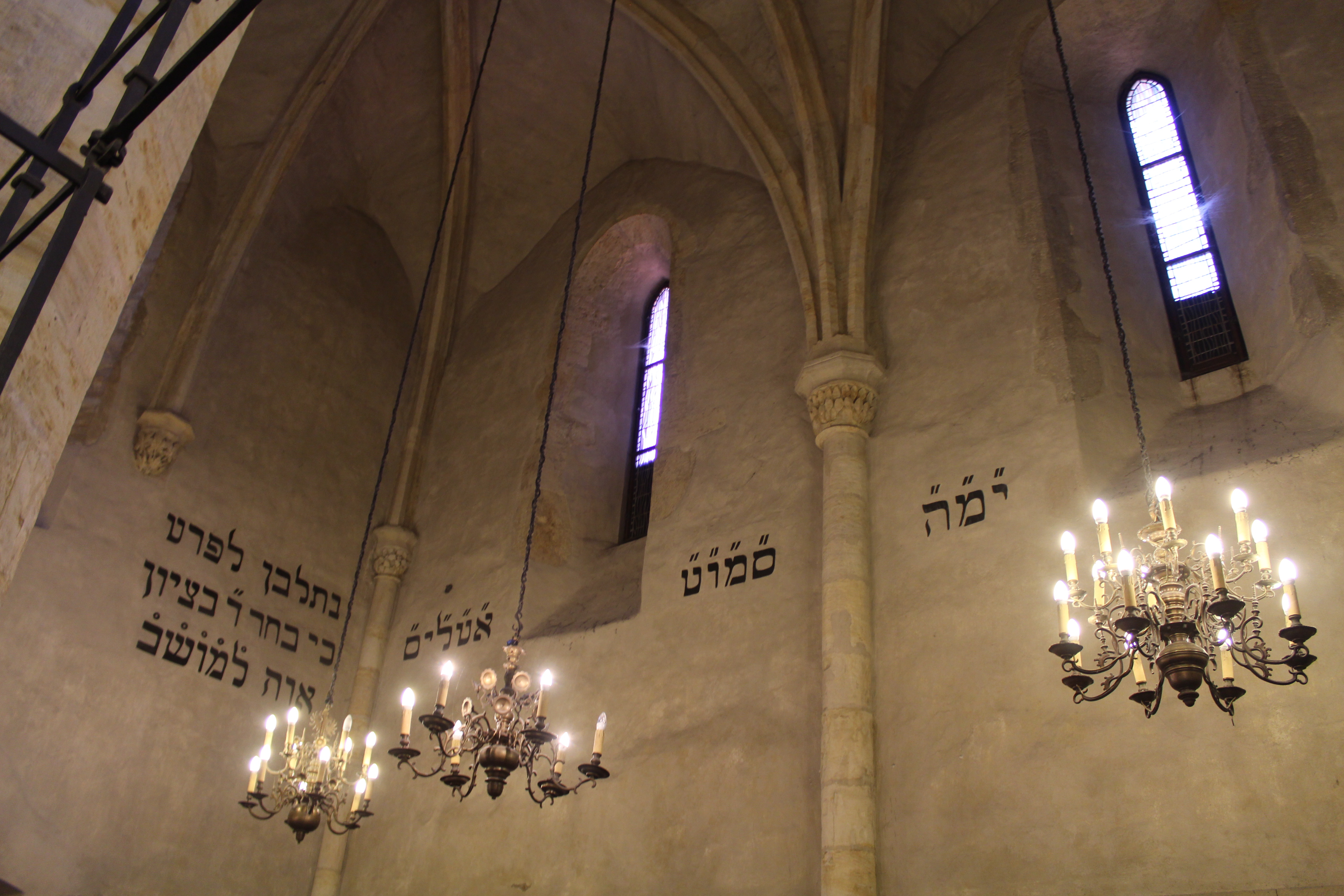
Єврейські написи